# Вальдерьес (кантон)
Вальдерье́с (фр. Valderiès, окс. Valdariás) — упразднённый кантон во Франции, находился в регионе Юг — Пиренеи, департамент Тарн. Входил в состав округа Альби.
Код INSEE кантона — 8132. Всего в кантон Вальдерьес входили 8 коммун, из них главной коммуной являлась Вальдерьес.
Кантон был упразднён в марте 2015 года.

## Население
Население кантона на 2009 год составляло 3280 человек.
| 1962 | 1968 | 1975 | 1982 | 1990 | 1999 | 2006 | 2009 |
| ---- | ---- | ---- | ---- | ---- | ---- | ---- | ---- |
| 2884 | 3125 | 2821 | 2669 | 2840 | 2805 | 3181 | 3280 |

## Коммуны кантона
| Коммуна            | Население, чел. (2010) | Код INSEE | Почтовый индекс |
| ------------------ | ---------------------- | --------- | --------------- |
| Андук              | 384                    | 81013     | 81350           |
| Вальдерьес         | 838                    | 81306     | 81350           |
| Креспен            | 122                    | 81072     | 81350           |
| Креспине           | 156                    | 81073     | 81350           |
| Сен-Грегуар        | 449                    | 81253     | 81350           |
| Сен-Жан-де-Марсель | 367                    | 81254     | 81350           |
| Серенак            | 483                    | 81285     | 81350           |
| Соснак             | 502                    | 81277     | 81350           |